# Ekaterina Valentinovna Šipulina
Ekaterina Valentinovna Šipulina (in russo Екатерина Валентиновна Шипулина?; Perm', 14 novembre 1979) è una danzatrice russa, prima ballerina del Balletto Bol'šoj dal 2011.

## Biografia
Ekaterina Valentinovna Šipulina è nata a Perm' nel 1979, figlia di una ballerina locale, e ha studiato all'Accademia di coreografia della città dal 1989 al 1994 prima di cominciare a perfezionarsi presso l'Accademia statale di coreografia di Mosca. 
Dopo aver conseguito il diploma nel 1998 è stata immediatamente scritturata dal Balletto Bol'šoj. Già durante i suoi primi anni con la compagnia in veste da solista ha danzato in numerosi ruoli solitamente riservati alle prime ballerine, tra cui Gamzati ne La Bayadère (dal 2001) e Odette e Odile ne Il lago dei cigni (dal 2002).
Negli anni successivi ha ampliato ulteriormente il proprio repertorio con i debutti in grandi parti da protagonista quali Esmeralda nel Notre-Dame de Paris di Roland Petit (2003), Kitri nel Don Chisciotte di Marius Petipa (2004), Ermia nel Sogno di una notte di mezza estate di John Neumeier (2005) e Medora ne Le Corsaire (2009). Il 4 dicembre 2011 è stata proclama prima ballerina della compagnia. Nel 2013 ha fatto il suo debutto nel ruolo di Giselle nell'allestimento del balletto con le coreografie di Jurij Grigorovič, mentre nel 2018 ha danzato nella parte di Myrtha nella versione di Aleksej Ratmanskij.
Nel 2018 è stata insignita del titolo di Artista del popolo della Federazione Russa.